# Liste der Vortragenden auf den Europäischen Mathematikerkongressen
Hier werden die eingeladenen Sprecher der Europäischen Mathematikerkongresse aufgelistet. Die Einladung ist eine besondere Ehre und spiegelt neben den Plenarvorträgen und den Vorträgen der EMS-Preisträger den Fortschritt auf mathematischem Gebiet in Europa der letzten Jahre aus Sicht der Veranstalter (European Mathematical Society) dar.
Zu der Liste der Plenarvortragssprecher siehe Liste der Plenarvorträge auf den Europäischen Mathematikerkongressen.

## 1992 Paris
Zofia Adamowicz, Anders Björner, Borislav Bojanov, Jean-Michel Bony, Richard Borcherds, Jean Bourgain, Fabrizio Catanese, Christopher Deninger, Stamatis Dostoglou, Dietmar Salamon, Darrell Duffie, Jürg Fröhlich, Mariano Giaquinta, Ursula Hamenstädt, Maxim Kontsevich, Sergei Kuksin, Miklós Laczkovich, Jean-Francois Le Gall, Ib Madsen, Alexander Merkurjev, Jan Nekovar, Yurii A. Neretin, Martin A. Nowak, Ragni Piene, Alfio Quarteroni, Alexander Schrijver, Bernard W. Silverman, Volker Strassen, Pekka Tukia, Claude Viterbo, Dan Voiculescu, Mariusz Wodzicki, Don Zagier

## 1996 Budapest
Noga Alon, Luigi Ambrosio, Kari Astala, Riccardo Benedetti, Christine Bessenrodt, Fabrice Béthuel, Petter Bjørstad, Erwin Bolthausen, Jean Bricmont, Antti Kupiainen, Dmitri Jurjewitsch Burago, Ulrich Dierkes, Lucia Caporaso, Ivan Dynnikov, Håkan Eliasson, Timothy Gowers, Håkan Hedenmalm, Annette Huber, Jerzy Kaczorowski, Janos Kollar, Dmitri Kramkow, Albert Nikolajewitsch Schirjajew, Christine Lescop, Roswitha März (Humboldt-Universität Berlin), Jiří Matoušek, Dusa McDuff, Alexander Merkurjev, Vitali Milman, Stefan Müller, Tomasz Nowicki, Enzo Olivieri, Elisabetta Scoppola, Wladimir Petrowitsch Platonow, Leonid Polterovich, Jürgen Pöschel, László Pyber, Nándor Simányi, Jan Solovej, András Stipsicz, Gábor Tardos, Jean-Pierre Tignol, Alexander Petrovich Veselov, Enrique Zuazua

## 2000 Barcelona
Rudolf Ahlswede, Volker Bach, Viviane Baladi, Joaquim Bruna, Nicolas Burq, Xavier Cabré, Peter Cameron, Zoé Chatzidakis, Ciro Ciliberto, Gianni Dal Maso, Jan Denef, Francois Loeser, Barbara Fantechi, Alexander Goncharov, Alexander Grigorjan, Michael Harris, Renato Itturiaga, Konstantin Khanin, Kurt Johansson, Pekka Koskela, Nicholas Manton, Bernard Piette, Ieke Moerdijk, Eric Opdam, Thomas Peternell, Alexander Reznikov, Bernhard Schmidt, Klaus Schmidt, Bálint Tóth, Erik van den Ban, Henrik Schlichtkrull

## 2004 Stockholm
Giovanni Alberti (Universität Pisa), Stefano Bianchini (Picone Institut Rom), Denis Auroux, Francois Bouchut (ENS), Brian Bowditch, Ehud Friedgut (Hebräische Universität Jerusalem), Patrick Gérard (Universität Paris-Süd), Alice Guionnet, Stefan Helmke (Universität Kyoto), Helge Holden, Rupert Klein (FU Berlin), Jan Krajicek (Akademie der Wissenschaften Prag), Daan Krammer (University of Warwick), Elon Lindenstrauss, Tomasz Luczak (Universität Posen), Terry Lyons, Pascal Massart (Universität Lyon), Preda Mihailescu, Mircea Mustata (Clay Institut Cambridge), Kieran O’Grady (Universität Rom La Sapienza), Grigori Olshanski (Institut für Informationstransmissionsprobleme Moskau), Michele Parrinello, Imre Ruzsa, Yehuda Shalom (Universität Tel Aviv), Mariya Shcherbina (Institut für Tieftemperaturphysik Charkiw), Stanislaw Smirnow, Mikhail Sodin (Universität Tel Aviv), Xavier Tolsa, Anna-Karin Tornberg (TU Stockholm, Courant-Institut New York), Vilmos Totik (Universität Szeged, University of South Florida), Michael Weiss (University of Aberdeen), Wendelin Werner, Umberto Zannier

## 2008 Amsterdam
Nalini Anantharaman, Artur Avila, Christoph Böhm (Universität Münster), Annalisa Buffa, José A. Carillo (Universität Barcelona), Nils Dencker, Bas Edixhoven, Manfred Einsiedler, Laszlo Erdös, Nicola Fusco, Søren Galatius, Dimitry Kaledin (Steklow-Institut Moskau), Nikita Karpenko (Universität Paris VI), Arno Kuijlaars (Katholische Universität Löwen), Miklós Laczkovich, Michel Ledoux (Universität Toulouse), Wolfgang Lück, Yvan Martel (Universität Versailles), Sergei Merkulov, Ralf Meyer (Universität Göttingen), Oleg Musin (Lomonossow-Universität), Nikolai Nadirashvili (CNRS, Marseille), Jaroslav Nesetril, Yuval Peres, Laure Saint-Raymond, Halil Mete Soner (Mete Soner, Universität Istanbul), Christoph Schweigert, Balázs Szegedy (Universität Toronto), Constantin Teleman, Ana Vargas (Autonome Universität Madrid), Frank Wagner (Universität Lyon), Reinhard F. Werner (TU Braunschweig), Andreas Winter (Universität Bristol), Ragnar Winther (Universität Oslo), Stanisław Lech Woronowicz (Universität Warschau)

## 2012 Krakau
Anton Alekseev (Universität Genf), Kari Astala, Jean Bertoin (Universität Paris VI), Serge Cantat (ENS), Vicent Caselles (Universität Pompeu Fabra, Spanien), Alessandra Celletti (Universität Rom, Tor Vergata), Pierre Colmez, Alessio Corti, Amadeu Delshams (Katalanische Polytechnische Universität), Hélène Esnault, Alexander Gaifullin (Staatliche Universität Moskau, Steklow-Institut), Isabelle Gallagher, Olle Häggström (TU Göteborg), Martin Hairer, Nicholas J. Higham (Universität Manchester), Arieh Iserles (Cambridge), Alexander Kechris, Bernhard Keller, Slawomir Kolodziej (Universität Krakau), Gady Kozma, Frank Merle, Andrey E. Mironov (Sobolew Institut Moskau), Daniel Nualart (University of Kansas), Alexander Olevskii (Universität Tel Aviv), Leonid Parnovski (University College London), Florian Pop, Zeev Rudnick, Benjamin Schlein (Universität Bonn), Piotr Śniady (Universität Breslau), Andrew Stuart (University of Warwick), Vladimir Sverak, Stevo Todorcevic

## 2016 Berlin
Spiros Argyros (Nationaluniversität Athen), Anton Baranov (Staatliche Universität St. Petersburg), Nicolas Bergeron (Universität Paris VI), Bo Berndtsson (TU Göteborg), Christian Bonatti, Pierre-Emmanuel Caprace, Dmitry Chelkak, Amin Coja-Oghlan (Universität Frankfurt), Sergio Conti (Universität Bonn), Massimo Fornasier (TU München), Christophe Garban (Universität Lyon), Moti Gitik, Leonor Godinho, Peter Keevash, Radha Kessar (Universität London), Kaisa Matomäki, Bertrand Maury, James Maynard, Sylvie Méléard (Ecole Polytechnique), Halil Mete Soner (ETH Zürich), Roman Mikhailov (Steklow-Institut Moskau), Giuseppe Mingione, Fabio Nobile (EPFL Lausanne), Joaquim Ortega-Cerda (Universität Barcelona), Gábor Pete (Alfred Renyi Institut Budapest), Tristan Rivière, Elisabetta Rocca (Universität Pavia), Silvia Sabatini (Universität Köln), Giuseppe Savaré (Universität Pavia), Nikolay Tzvetkov, Stefaan Vaes, Anna Wienhard (Universität Heidelberg), Geordie Williamson

## 2020/21 Portoroz
Andrej Bauer (Universität Ljubljana), Yves Benoist (CNRS, Universität Paris-Saclay), Robert Berman (Chalmers University of Technology), Martin Burger (Friedrich-Alexander University Erlangen-Nürnberg), Albert Cohen (Sorbonne), Marius Crainic (Universität Utrecht), Mirjam Dür (Universität Augsburg), Alexander Efimov (Steklow-Institut Moskau), Alison Etheridge (Universität Oxford), Rupert Frank (Ludwig-Maximilians-Universität München), Aleksey Kostenko (Universität Wien, Universität Ljubljana), Emmanuel Kowalski (ETH Zürich), Daniel Kressner (EPFL), Daniela Kühn (University of Birmingham), Eugenia Malinnikova (Norwegian University of Science and Technology), Domenico Marinucci (Universität Rom Tor Vergata), Eva Miranda (Polytechnikum Barcelona, Observatorium Paris), Richard Nickl (Universität Cambridge), Burak Özbağcı (Universität Koç), Ilaria Perugia (Universität Wien), Gabriel Peyré (CNRS, Ecole Normale Supérieure de Paris), Yuri Prokhorov (Steklow-Institut), Alexander Razborov (University of Chicago, Steklow-Institut), Aner Shalev (Hebräische Universität), László Székelyhidi (Universität Leipzig), Špela Špenko (Freie Universität Brüssel), Anna-Karin Tornberg (Königliche Technische Hochschule Stockholm), Nick Trefethen (Universität Oxford), Maryna Viazovska j(EPFL), Stuart White (Universität Oxford)

## 2024 Sevilla
Paola Antonietti (Politecnico di Milano), Shiri Artstein-Avidan (Tel Aviv University), David Aspero (University of East Anglia), Balázs Bárány (Budapest University of Technology and Economics), Roland Bauerschmidt (University of Cambridge), Dorin Bucur (Université de Savoie), Lev Buhovsky (Tel Aviv University), Angel Castro (Instituto de Ciencias Matemáticas ICMAT), Vida Dujmovic (University of Ottawa), Giovanni Forni (University of Maryland), Nikos Frantzikinakis (University of Crete), Adam Harper (University of Warwick), David Hernandez (Université Paris Cité), Barbara Kaltenbacher (University of Klagenfurt), Matti Lassas (University of Helsinki), Ursula Ludwig (University of Münster), Michael Magee (Durham University), Svitlana Mayboroda (ETH Zürich und University of Minnesota), Anton Mellit (University of Vienna), Pablo Mira (Universidad Politécnica de Cartagena), James Newton (University of Oxford), Steve Oudot (INRIA and École Polytechnique), Stefanie Petermichl (Universität of Würzburg), David Pérez-García (Universidad Complutense de Madrid), Pavel Pudlak (Institute of Mathematics of the Czech Academy of Sciences), Mario Salvetti (University of Pisa), Ralf Schindler (Universität Münster), Saul Schleimer (University of Warwick), Stefan Schwede (University of Bonn), Alessandro Sisto (Heriot-Watt University), Yilin Wang (Institut Des Hautes Études Scientifiques IHES), Michael Wemyss (University of Glasgow), David Wood (Monash University)